# Robert Stratil
Robert Stratil (né le 30 mars 1919 à Ostrava, mort le 8 août 1976 à Munich) est un chef décorateur allemand.

## Biographie
Stratil commence à étudier l'architecture à Brno, alors dans le protectorat de Bohême-Moravie pendant la Seconde Guerre mondiale. En 1945, il doit fuir la Tchécoslovaquie et s'installe à Munich. Il commence sa carrière professionnelle dans le bureau d'architecture d'Otto Jaindl de Bavaria Film, où il reçoit ses compétences cinématographiques de Hans Berthel.
À côté de Berthel, Stratil travaille en tant que partenaire égal de 1955 jusqu'au début des années 1960 sur des productions de divertissement de premier plan. Au début des années 1960, Stratil est également impliqué dans certaines productions américaines tournées en Allemagne.
Au cours des années 1960, Robert Stratil, qui collabore plusieurs fois sur des productions de Heinz Rühmann et a avec son collègue Wolf Englert en 1965 et 1966, a de plus en plus d'activité vers la télévision, notamment des séries.

## Filmographie
- 1955 : Ciel sans étoiles
- 1955 : L'amour ne meurt jamais
- 1956 : Rose
- 1957 : Casino de Paris
- 1957 : Le Médecin de Stalingrad
- 1958 : Rien que la vérité (de)
- 1958 : Der Pauker (de)
- 1959 : Liebe auf krummen Beinen (de)
- 1959 : Arzt ohne Gewissen (de)
- 1960 : Eine Frau fürs ganze Leben (de)
- 1960 : La Nonne et les mauvais garçons
- 1960 : L'Astucieux inspecteur Brown (de)
- 1961 : Le Dernier Convoi
- 1961 : Un, deux, trois
- 1962 : La Femme rousse
- 1962 : Lieder klingen am Lago Maggiore (de)
- 1963 : Die zwölf Geschworenen (de) (TV)
- 1963 : Die Rache des Jebal Deeks (TV)
- 1964 : Die Zwiebel (TV)
- 1964 : Vorsicht Mister Dodd (de)
- 1965 : Onkelchens Traum (TV)
- 1965 : Die fromme Helene
- 1966 : Kommissar Freytag (de) (série télévisée, 7 épisodes)
- 1966 : Grieche sucht Griechin (de)
- 1966 : Onkel Filser – Allerneueste Lausbubengeschichten (de)
- 1966-1667 : Familie Hansen (série télévisée, 6 épisodes)
- 1967 : Sibérie, terre de violence
- 1967-1968 : Der Vater und sein Sohn (série télévisée, 13 épisodes)
- 1968 : Madame Sans-Gêne - Die schöne Wäscherin (TV)
- 1969 : Auch schon im alten Rom (TV)
- 1968-1969 : Der Kommissar (série télévisée, les trois premiers épisodes)
- 1969 : Liebe gegen Paragraphen (TV)
- 1969 : Hauptsache Minister (TV)
- 1969 : Spion unter der Haube (TV)
- 1969-1972 : Pater Brown (de) (série télévisée, 26 épisodes)
- 1970 : Gefährliche Neugier (TV)
- 1970 : Krebsstation (TV)
- 1971 : Der Mann aus London (TV)
- 1971 : Die Nacht von Lissabon (TV)
- 1972 : Les 69 Dalmatiennes (de)
- 1973 : Eine egoistische Liebe (TV)
- 1974 : Unser Vater (série télévisée, 7 épisodes)
- 1974 : Kli-Kla-Klawitter (de) (série télévisée, 15 épisodes)
- 1977 : Das chinesische Wunder